# Pandémie de Covid-19 au Laos
La pandémie de Covid-19 au Laos démarre officiellement le 24 mars 2020. À la date du 31 octobre 2022, le bilan est de 758 morts.

## Chronologie
Les deux premiers cas de Covid-19 sont confirmés par les autorités le 24 mars 2020. Il s'agit d'un homme de 28 ans et d'une femme de 36 ans, travaillant tous deux dans le tourisme à Vientiane et ayant voyagé récemment.

## Statistiques

Nombre de cas au Laos depuis le début de l'épidémie.

Nombre de morts au Laos depuis le début de l'épidémie.